# Emeia pseudosauteri
Emeia pseudosauteri is een keversoort uit de familie glimwormen (Lampyridae). De wetenschappelijke naam van de soort werd voor het eerst geldig gepubliceerd in 2004 door Geisthardt als Curtos pseudosauteri.